# Dasineura fedtshenkoi
Dasineura fedtshenkoi är en tvåvingeart som beskrevs av Fedotova 1984. Dasineura fedtshenkoi ingår i släktet Dasineura och familjen gallmyggor.
Artens utbredningsområde är Kazakstan. Inga underarter finns listade i Catalogue of Life.